# Escudo barroco mestizo de la orden franciscana
El escudo barroco mestizo de la orden Franciscana es un emblema utilizado por la orden franciscana en el territorio que hoy corresponde a Bolivia, habiendo sufrido varias transformaciones hasta alcanzar su figura actual en 1790 cuando se termina de tallar toda la portada de la Basílica de San Francisco. 
Es uno de los símbolos tangibles de la sincretización asimilada durante la conquista tanto por los españoles como los nativos de esas tierras.

## Antecedentes del Escudo Franciscano
En 1215 San Francisco de Asís tiene una epifanía después de escuchar al Papa Inocencio III discurseando en el IV Concilio de Letrán. Este citaba al profeta Ezequiel, el mensajero de Dios, y conminaba a una iglesia corrupta a una renovación espiritual, el símbolo de esa transformación consistía en tomar la TAU como un emblema de reforma.
"La Tau es la última letra del alfabeto hebreo, símbolo de la humildad en que se fundó el Evangelio y señal propia de los hijos de la Pobreza.  La Tau tiene exactamente la misma forma de la cruz en que fue clavado Cristo..." decía Inocencio III.
Dichas palabras calaron hondo en San Francisco, quien asumió la Tau como su blasón personal, también hizo de ella su rúbrica marcándola en los lugares por donde pasaba y llevándola dibujada en la frente con ceniza así como sus seguidores.
La Tau fue el primer símbolo en identificar a los franciscanos, con el pasar del tiempo se fueron adjuntando otros elementos que ayudaban a diferenciar a las variadas órdenes.
La Tau o Tav es considerada el crucifijo de la antigüedad, se la interpretaba como símbolo de la salvación, asimismo se creía que podía ser la "Marca de Caín" original del antiguo testamento (Génesis 4:15). Se la vincula con la marca de Ezequiel (Ezequiel 9:4), aparece también representando las manos abiertas de Moisés (Éxodo 17:11).
Dentro de la Cábala hebrea es calificada como el emblema del infinito y la culminación de la creación.
El primer escudo con los brazos cruzados aparece a finales del siglo XV. En él se grafica lo siguiente; el lateral izquierdo es ocupado por la mano de Cristo que puede tener una manga o puede estar desnuda, en el lado opuesto se encuentra la mano del Franciscano siempre con hábito sosteniendo una cruz, ambas bordeadas por un cordón.
En el siglo XVI se invierten la posición de las manos, en algunos casos se añaden estigmas de crucifixión en las palmas y posteriormente la cruz o Tau pasa a estar en el fondo.
Este nuevo escudo entra en vigencia durante el generalato de Sansón (1475-1499), mediante la licitación de muchas obras de arte encargadas para diversas iglesias es que se instaura este escudo como el blasón de la orden Franciscana.

### Antecedentes de la orden franciscana en La Paz
El convento franciscano es la casa religiosa más antigua registrada en la ciudad de La Paz, en la actual Bolivia, apareciendo en 1547, antes de la fundación en 1548.
El fray Diego de Mendoza en sus crónicas narra que la iglesia fue fundada por fray Francisco Alcocer, fr. Francisco de Morales, fr. Jerónimo de Villacarrillo, fr. Luis de Ocaña y algunos otros frailes venidos en compañía de la expedición de Almagro; ellos aprueban los planos realizados por el alarife Juan Gutiérrez Paniagua, y se comienza la construcción. La primera iglesia fue diseñada con una sola nave y dos capillas laterales; este primer establecimiento se terminó de edificar el 2 de agosto de 1549 (día de la Porciúncula), en un solar de dos manzanos de terreno,  siendo denominada como Nuestra Señora de los Ángeles.
Posteriormente ese año se empieza la construcción del primer convento después de que el alarife Paniagua diera las licencias pertinentes y el espacio a los religiosos fr. Francisco Morales y fr. Francisco Alcocer. Se empezaron a levantar los cimientos en dos manzanos de terreno de norte a sur y de oriente a occidente. Este se convirtió en el proyecto más ambicioso de la conquista para edificación de la ciudad.
La construcción del primer templo fue precaria, de inestables cimientos y de espacio reducido. En 1608 cayó una fuerte nevada sobre la ciudad de Nuestra Señora de La Paz, ocasionando el derrumbe de la estructura. El que fue corregidor de la ciudad en ese entonces, el Hno. Terciario Franciscano D. Diego de Portugal se encomendó la reconstrucción del mismo, con ahínco y entrega levantó los cimientos del nuevo templo, siendo esta su máxima: “No me será bien admitido estar Dios sin casa, y yo descansando en la mía; primero se ha de acabar la casa de Dios”.
Fueron también los franciscanos los que levantaron el primer puente sobre el río Choqueyapu, un puente de cal y canto que unía a los dos extremos de la ciudad.
Entre 1743 y 1744 se abren sus cimientos para la nueva construcción en vista de lo precario del espacio en proporción al crecimiento demográfico. No se llega a conocer el nombre del proyectista; el principal mecenas fue el acaudalado minero Diego de Baena, quien en 1773 donó seis mil pesos para la culminación de las bóvedas de la obra. El templo fue terminado en abril de 1784, la fachada en ese momento quedaba pendiente, se la terminó de edificar en la última década del siglo XVIII (entre 1790 a 1800). El padre guardián para la construcción y fábrica de la Iglesia desde 1744 hasta 1772 fue el padre Alejo Bolaños.

## Descripción iconográfica
Posteriormente se fueron añadiendo diferentes símbolos a medida en que iban creciendo y dividiéndose las órdenes de franciscanos. Los mismos podían en estar acumulados en uno solo escudo o plantearse de forma individual.

### Símbolos Franciscanos
Estos son algunos de los elementos que constituyen los símbolos franciscanos y sus significados:
|                   | SÍMBOLOS FRANCISCANOS |
| Paz y Bien        | Son representados por los brazos cruzados de Cristo y de San Francisco y el fondo es ocupado por una cruz o por la Tau dependiendo. Este normalmente es el emblema de todas las casas de estudio Franciscanas                                                                                           |
| Clavos            | Se grafica la crucifixión con tres clavos |
| Estigmas          | Cinco racimos de uvas son los que representan las llagas sangrantes de Cristo. |
| Cruz de Jerusalén | Es el escudo de armas que nació en la Primera Cruzada. El centro es ocupado por una cruz grande que simboliza a Cristo. Por cada brazo hay una cruz griega, representado a los cuatro evangelistas y los puntos cardinales de la tierra. En total las cinco cruces personifican las llagas del Salvador |
| Tau o Tav         | Símbolo de la cruz que significa conversión, penitencia, redención y salvación de Cristo. |
| Cordón seráfico   | Ejemplifica la renuncia, sustituye al cinturón, a lo largo de su cuerpo se presentan tres nudos, pobreza, obediencia y castidad. Se lo utiliza con frecuencia para enmarcar emblemas |

## Portada

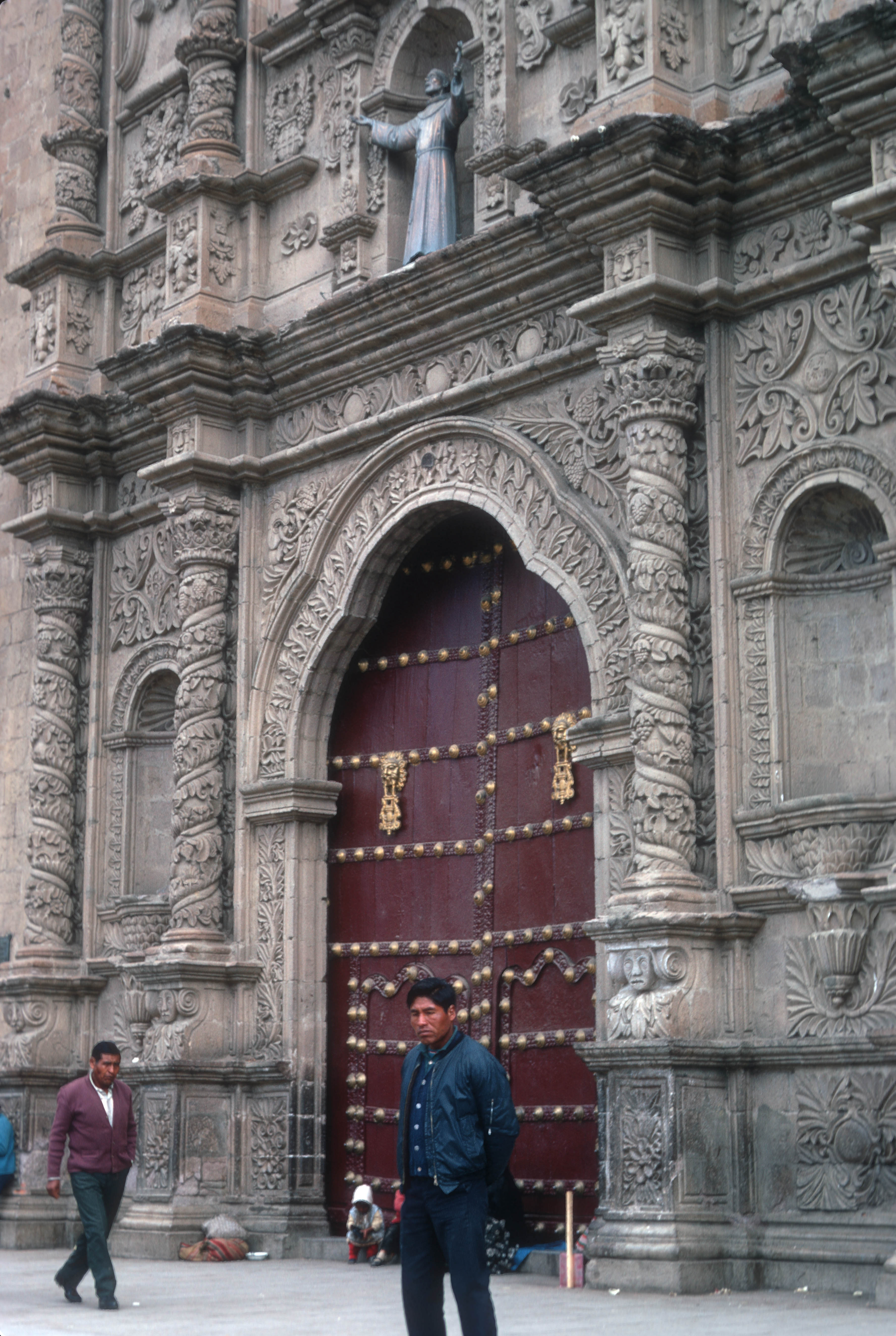
Vista de la portada barroca mestiza de la Basílica de San Francisco.

En 1790 se termina la fachada y el tallado de la portada como la conocemos ahora. Se la sitúa dentro de lo que se denomina barroco mestizo, fue labrada en su totalidad en piedra traída de Viacha, de una cantera denominada "Letanías" por los trabajadores que bajo el mando de los franciscanos acostumbraban cantar dichas alabanzas, el camino a Viacha es también logro de los religiosos.
En el primer cuerpo se encuentra el vano principal de acceso con un arco trilobulado y mascarones fitomorfos en el arrabá. 
En los laterales de la puerta existen dos hornacinas cada una respectivamente con dos columnas salomónicas sobre pedestales cuya decoración principal son grutescos antropomorfos con cuernos de carnero y labios leporinos, motivos recurrentes del estilo mestizo.
En el segundo cuerpo se aprecia un estilo más clásico, encima del vano principal existe una hornacina que resguarda una estatua de bronce del patrón de la iglesia, a la misma altura en el tercer cuerpo se halla un hermoso vitral que se disfruta de mejor manera estando dentro de la basílica.
Presenta elementos barrocos, como figuras tenantes que se ven en el cuerpo alto de un grutesco recargado y plano, columnas salomónicas y pilastras en el cuerpo superior y una figura femenina con alas, senos colgantes, escamas y follajería.
Las columnas salomónicas están decoradas de vides, palmetas y granadas en follaje anillado en serpentín. Las del segundo cuerpo llevan anillos que señalan el tercio bajo del fuste y la división del entrepaño y la calle central.
La portada principal es flanqueada por otras dos portadas de una sola calle y dos cuerpos, las mismas son las entradas a las naves laterales, se ingresa por dos portones secundarios rodeados por cuatro columnas anilladas, tienen el fuste decorado y rocallas en las partes superiores. Estas portadas rematan en elementos mixtilíneos de arcos partidos en relieve, uno portada con el anagrama de María y otro con el de José.
En parte superior de la portada se encuentra el escudo de la orden franciscana y el remate de la misma es tipo mixtilíneo con arcos en archivolta.

## Escudo Franciscano
La portada de San Francisco está coronada por un capelo arzobispal que simboliza el deseo de tener las cualidades inherentes del que representa, los laterales son ocupados por cordones que encuadran la parte superior del escudo, existe la presencia de diez borlas que ejemplifican la jerarquía eclesiástica.
Inmediatamente después se halla una rosa doble con quince pétalos de oro, símbolo de la finalidad, el suceso absoluto y la perfección.
En la parte central se encuentra el símbolo de la casa franciscana, el brazo de Cristo desnudo cruzando por delante al de un franciscano con hábito, ambos con estigmas en las palmas, toda la escena está enmarcada por un lambrequín que evoca patrones cintiformes, está hecho de hojas de acanto que terminan en roleos.
En la parte inferior del escudo se encuentra una parra vid que termina de armonizar toda la estructura del escudo. 
Originalmente estaba policromado con una paleta colonial,  clasificados por Roberto Montero Mariscal  en su informe de restauración del año 1993 como negro de humo, rojo minio, verde cardenillo (malaquita) y ocres para los amarillos.
Se presupone que originalmente una cruz latina o papal coronaba el remate, la que existe actualmente es de hierro forjado su fue repuesta en los años ´90 después de la última intervención para su restauración.
En los últimos años el escudo ha sufrido varias modificaciones en cuanto a su forma original, la mayoría de ellos concernientes a los deterioros ocasionados por los agentes biológicos, el pasar de los años y la carencia de un plan de contingencia para realizar la conservación preventiva.